# 华信国际
安徽华信国际控股股份有限公司（深交所除牌前：002018，简称：华信退），是中国深圳证券交易所的一家上市公司，主要从事农药、化工产品的生产和销售。
公司前身是1998年2月13日由和县农药厂等发起成立的安徽华星化工股份有限公司，2000年5月被安徽省科学厅认定为安徽省高新技术企业，2003年4月被国家科技部认定为国家火炬计划重点高新技术企业，2004年7月13日在深圳证券交易所挂牌上市，股票简称“华星化工”。2014年12月10日，公司名称由“安徽华星化工股份有限公司”变更为“安徽华信国际控股股份有限公司”，证券简称由“华星化工”变更为“华信国际”。
2017年，公司实现营业收入167.99亿元，同期下降11.71%；实现净利润4.47亿元，同比增长21.58%。